# Przewrót kopernikański

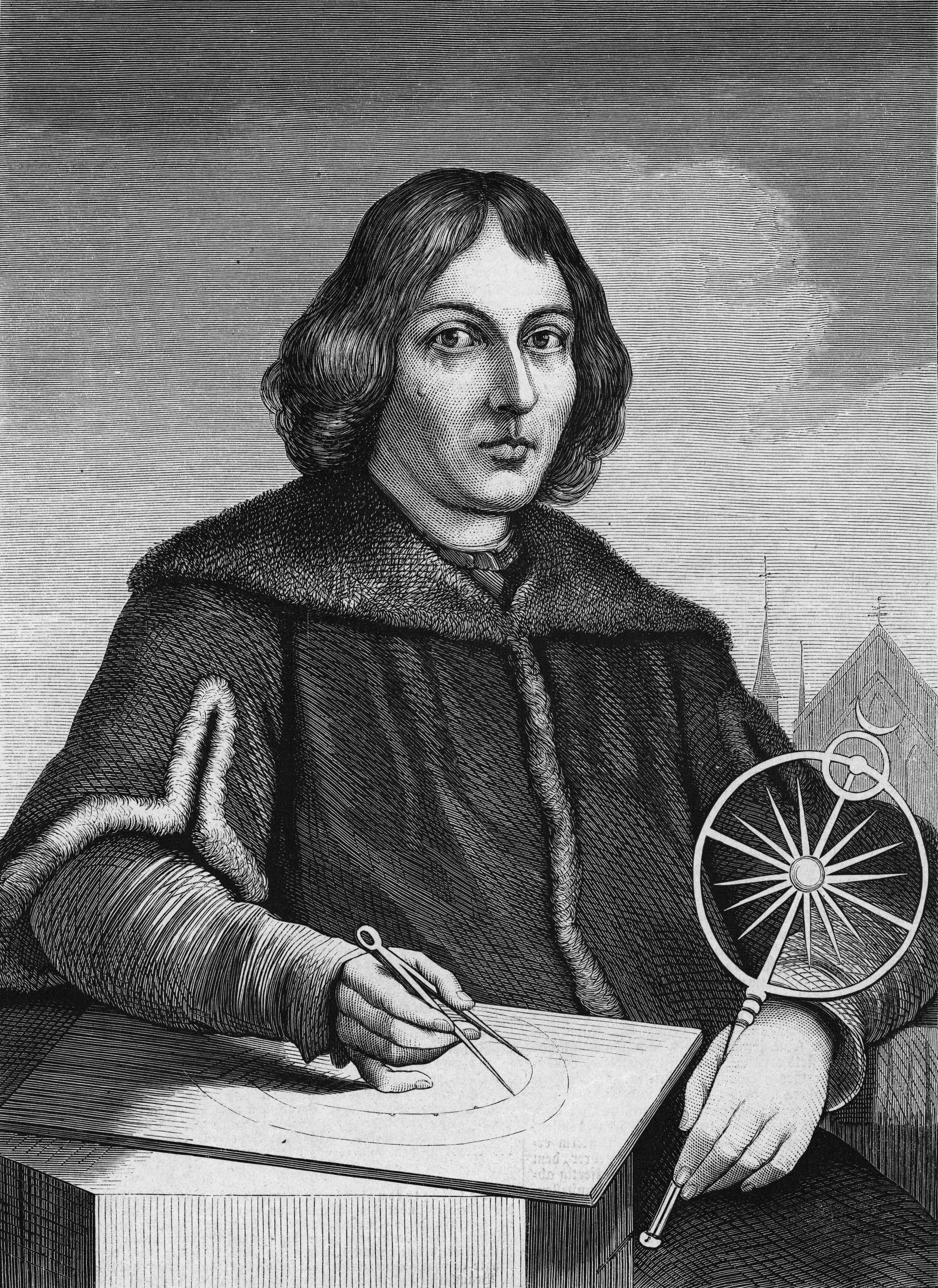
Mikołaj Kopernik (1473–1543)

Przewrót kopernikański – zmiana światopoglądowa, obyczajowa, a także niosąca za sobą skutki polityczne, religijne czy filozoficzne, związana z ogłoszeniem przez Mikołaja Kopernika dzieła De revolutionibus orbium coelestium (O obrotach sfer niebieskich) (1543). 
Dzieło podważyło panujący w średniowiecznej nauce pogląd o nieruchomości Ziemi, wprowadzając nowy, heliocentryczny model kosmologiczny: model Układu Słonecznego, w którym Ziemia krąży wokół Słońca. Pośrednim rezultatem ogłoszenia takiej tezy było przyjęcie w nauce i filozofii zasady kopernikańskiej, wedle której sytuacja Ziemi we wszechświecie nie jest w żaden sposób wyróżniona. Zasada ta miała daleko idące konsekwencje poznawcze w procesie asymilacji przez naukę nowożytną, której powstanie wiąże się właśnie z opisywanym przełomem i która doprowadziła do znaczących zmian w sposobie myślenia o świecie, jego relacjach do człowieka i religii.

## Przewrót kopernikański Kanta
Wyrażeniem tym nazywa się metaforycznie przemianę w sposobie patrzenia człowieka na świat wywołaną przez koncepcje filozoficzne Immanuela Kanta. Do tej pory zakładano przeciwieństwo między podmiotem poznającym a przedmiotem. Skupiano się na wzajemnych zależnościach pomiędzy przedmiotami, na prawach rządzących światem. Kant przeniósł punkt ciężkości dociekań filozoficznych na badanie warunków poznania rzeczy, ukazał zależność między podmiotem a przedmiotem, dowodził, że to podmiot (jego umysł) kształtuje przedmiot, a jego istnienie jest uwarunkowane podmiotem. Poprzednicy Kanta uważali, że doświadczenie umożliwia pojęcia – on odwrócił to, stwierdzając, że to pojęcia umożliwiają doświadczenie.